# Summer Queen
Summer Queen é o quinto extended play (EP) do grupo feminino sul-coreano Brave Girls. Foi lançado pela Brave Entertainment em 17 de junho de 2021. O álbum marca o primeiro lançamento do grupo desde o EP Rollin' 2017. O primeiro single "Chi Mat Ba Ram" foi lançado em conjunto com o EP.

## Antecedentes e lançamento
Após o sucesso repentino do single Rollin' de 2017 no início de 2021, a Brave Entertainment afirmou que o grupo lançaria novo material durante o verão. Em 7 de junho de 2021, a Brave Entertainment revelou que o quinto EP do grupo, intitulado Summer Queen, seria lançado em 17 de junho, marcando seu primeiro material novo desde "We Ride" em agosto de 2020, e o primeiro single de lançamento do EP Rollin' em março de 2017.
Em 29 de junho de 2021, o CEO da Brave Entertainment "vazou" propositalmente um trecho do Chi Mat Ba Ram (versão acústica). Isso acabaria sendo apresentado no álbum Repackaged como sua segunda faixa.
Em 9 de julho de 2021, Brave Girls lançou a versão para piano de Summer By Myself como um single independente. Isso foi posteriormente adicionado ao álbum Repackaged como a quarta e última faixa.
Em 4 de agosto de 2021, a Brave Entertainment confirmou que Brave Girls lançaria um álbum repackaged, mas não pôde dar mais detalhes no momento.
Em 8 de agosto de 2021, Brave Girls anunciou oficialmente os planos de lançar um repackage do álbum em seu Twitter oficial. O Repackage, intitulado After 'We Ride', foi lançado em 23 de agosto de 2021 com o single principal de mesmo nome, além de um videoclipe que o acompanha.

## Lista de músicas
| Summer Queen Lista de Faixas |                                    |                |         |  |
| N.º                          | Título                             | Arranjo        | Duração |  |
| 1.                           | "Chi Mat Ba Ram"                   | Red Cookie     | 3:37    |  |
| 2.                           | "Pool Party" (feat.E-Chan do DKB)  | JS             | 3:12    |  |
| 3.                           | "Summer By Myself" (나 혼자 여름)  | Red Cookie     | 2:54    |  |
| 4.                           | "Fever" (토요일 밤의 열기)         | JS             | 3:25    |  |
| 5.                           | "Chi Mat Ba Ram" (English version) | Red Cookie     | 3:37    |  |
| Duração total:               | Duração total:                     | Duração total: | 16:47   |  |

## Prêmios e indicações
| Ano  | Organização             | Prêmio         | Resultado | Ref.   |
| ---- | ----------------------- | -------------- | --------- | ------ |
| 2021 | Melon Music Awards      | Álbum do Ano   | Indicado  | [ 8 ]  |
| 2021 | Mnet Asian Music Awards | Álbum do Ano   | Indicado  | [ 9 ]  |
| 2022 | Seoul Music Awards      | Prêmio Bonsang | Venceu    | [ 10 ] |

## Charts

### Charts semanais
| Chart (2021)         | Posição |
| -------------------- | ------- |
| Coreia do Sul (Gaon) | 3       |

### Charts mensais
| Chart (2021)         | Posição |
| -------------------- | ------- |
| Coreia do Sul (Gaon) | 14      |

## Histórico de lançamentos
| País  | Data                | Empresa             | Formato                       | Ref.   |
| ----- | ------------------- | ------------------- | ----------------------------- | ------ |
| Mundo | 17 de junho de 2021 | Brave Entertainment | CD Digital download streaming | [ 13 ] |